# Cruriraja andamanica
Cruriraja andamanica és una espècie de peix de la família dels raids i de l'ordre dels raïformes.

## Reproducció
És ovípar i les femelles ponen càpsules d'ous, les quals presenten com unes banyes a la closca.

## Hàbitat
És un peix marí i d'aigües profundes que viu entre 274–511 m de fondària.

## Distribució geogràfica
Es troba a l'oceà Índic de clima tropical: Tanzània i el Mar d'Andaman.

## Observacions
És inofensiu per als humans.